# Georg Listing
Georg Moritz Hagen Listing (ur. 31 marca 1987 w Halle) – niemiecki basista w zespole Tokio Hotel. Jest jedynakiem. W wieku sześciu lat zaczął uczyć się gry na gitarze basowej. W 2001 roku dołączył wraz z Gustavem Schäferem  do Toma i Billa Kaulitzów. Gustava poznał w szkole muzycznej, a Toma i Billa w klubie, w którym bliźniacy występowali.